# تنام مخطط
تنام مخطط (الاسم العلمي: Crypturellus casiquiare) هو نوع من الطيور يتبع جنس التنام مخفي الذيل من فصيلة التنامية.